# Первокаменка
Первока́менка (рос. Первокаменка) — село у складі Третьяковського району Алтайського краю, Росія. Адміністративний центр та єдиний населений пункт Первокаменської сільської ради.

## Населення
Населення — 684 особи (2010; 1004 у 2002).
Національний склад (станом на 2002 рік):
- росіяни — 98 %